# V.B. 6
Die norwegische Dampflokomotivbaureihe V.B. 6 wurde 1913 als Einzelstück von der Sächsischen Maschinenfabrik von Richard Hartmann in Chemnitz-Schloßchemnitz, Deutschland, mit der Fabriknummer 3715 für die Valdresbane gebaut.

## Geschichte
Die am 13. Januar 1913 bestellte Heißdampflokomotive erhielt nach der Lieferung im gleichen Jahr und der Inbetriebnahme im April 1914 die laufende Nummer 6.

## Einsatz bei Norges Statsbaner
Mit dem Auslaufen der Konzession für die private Valdresbane am 1. Juli 1937 erfolgte die Übernahme der gesamten Valdresbane sowie der Lokomotive durch Norges Statsbaner. Dort erhielt sie die neue Baureihenbezeichnung NSB 51b sowie die neue Betriebsnummer 22. Ihr Einsatz erfolgte im Distrikt Oslo, wo sie bis zur Ausmusterung am 10. November 1954 verblieb. Nach der Ausmusterung wurde die Lok verschrottet.